# Visim
Il Visim (in russo Висим?) è un fiume della Russia siberiana occidentale, affluente di destra della Severnaja Sos'va (bacino idrografico dell'Ob'). Scorre nel Berëzovskij rajon del Circondario autonomo degli Chanty-Mansi-Jugra.
Il fiume ha origine dalla confluenza dei rami sorgentizi Bol'šoj Visim e Srednij Visim (rispettivamente 36 km e 24 km di lunghezza). Scorre inizialmente in direzione nord-occidentale, poi prevalentemente occidentale/sud-occidentale. Sfocia nella Severnaja Sos'va a 552 km dalla foce. La lunghezza del fiume è di 214 km, il bacino imbrifero è di 4 220 km². Il maggior affluente è il fiume Chura (lungo 119 km) proveniente dalla sinistra idrografica.